# Sam O’Dea
Sam O’Dea (* 24. November 1990 in Tauranga) ist ein neuseeländischer Beachvolleyball- und ehemaliger Volleyballspieler. Er wurde fünf Mal neuseeländischer Meister im Sand und einmal in der Halle.

## Karriere

### Karriere Halle
Mit den Mauao Warriors gewann der Diagonalspieler 2016 die neuseeländische Meisterschaft. Er wurde als wertvollster Spieler aller teilnehmenden Mannschaften und zusätzlich als bester Spieler auf seiner Position ausgezeichnet.

### Karriere Beach
Mit seinem älteren Bruder Edwin sammelte der auf der Nordinsel Neuseelands geborene Sportler 2008 erste Beachvolleyball Erfahrungen bei der Qualifikation zu den Kristiansand Open sowie bei den Juniorenweltmeisterschaften. Bei der U19-WM im gleichen Jahr erreichte er gemeinsam mit Sam Wallace-Boyd das Achtelfinale. Die beiden standen ein Jahr später beim älteren Jahrgang in der Runde der besten acht. Mit seinem jüngeren Bruder Ben reichte es für Sam O’Dea 2010 dagegen beim gleichen Wettbewerb trotz des nach Spielen und Ballpunkten zweiten Poolplatzes und trotz des Sieges über die späteren Semifinalisten Bolgow / Bykanow aufgrund des schlechteren Ballpunktquotienten nur zum geteilten neunzehnten Rang. Die Silbermedaillengewinner Vitor Felipe und Álvaro Filho erwiesen sich für alle drei Gruppengegner als zu stark. Erfolgreich waren die neuseeländischen Brüder 2011 als Gesamtsieger der Neuseeland Tour. Im Achtelfinale der Asienmeisterschaften war für sie Endstation. In der gleichen Saison und ein Jahr später traten sie bei verschiedenen FIVB-Open und -Grand Slams an, konnten sich jedoch nie für den Hauptwettbewerb qualifizieren.
2013 belegte Sam O’Dea mit verschiedenen Spielern einige Podestplätze bei nationalen Turnieren und wurde beim einzigen Wettkampf, den er in diesem Jahr mit Sonny Hirini bestritt, zum ersten Mal Meister seines Heimatlandes. In der folgenden Saison hatte er mit Michael Watson wieder einen festen Partner an seiner Seite. Die beiden gewannen zwei Mal in Folge die neuseeländische Meisterschaft und standen drei Mal hintereinander als Gesamtsieger der heimischen Beachserie fest. Bei den kontinentalen Titelkämpfen erreichten sie die Vorschlussrunde, während sie bei der Weltmeisterschaft 2015 in den Niederlanden sie als Gruppendritte nicht über die Vorrunde hinauskamen. Bei ihrem vorerst letzten gemeinsamen internationalen Turnier, dem Vier-Sterne-Event in Olsztyn, hatten sie das Pech, in der zweiten Qualifikationsrunde auf die anschließenden Goldmedaillengewinner Lars Flüggen / Markus Böckermann zu treffen. Im gleichen Jahr wurde Sam O’Dea zum vierten Mal in Serie New Zealand Tour Champion, diesmal jedoch mit Tom Hartles, der die erste Meisterschaft des Landes mit Jesse Hawkins gewonnen hatte.
Nach einigen Veranstaltungen mit Sonny Hirini war Sam mit Ben O’Dea noch einmal kurzzeitig gemeinsam aktiv. Die Brüder erreichten das Halbfinale der Ein-Stern-Veranstaltung in Aalsmeer und danach einen ihrer größten Erfolge mit dem Gewinn der Bronzemedaille bei den Commonwealth Games 2018 in Gold Coast. Sie waren damit das erste neuseeländische männliche Beachvolleyballteam, das bei der drittgrößten Multisportveranstaltung der Welt angetreten ist. Nach einem Intermezzo mit Daniel Wernitz bei der Techniker Beach Tour in Dresden mit dem dritten Platz als Resultat und einigen Wettbewerben mit Johann Timmer beschlossen die neuseeländischen Brüder eine weitere Zusammenarbeit auf dem Volleyballfeld. Die brachte 2019 den ersten gemeinsamen Landesmeistertitel und einen weiteren Gesamtsieg der Beachserie im Pazifik-Staat. 2021 wurden die beiden zum zweiten Mal gemeinsam neuseeländische Meister. Im Jahr zuvor hatten Sam O’Dea und Griffin Muller das Ein-Stern-Turnier auf Cook Islands gewonnen.
2022 bildeten Bradley Fuller und Sam O’Dea ein Duo. Die beiden siegten im Finale der australischen Meisterschaft gegen Izac Carracher / Mark Nicolaidis und erreichten die Endspiele bei den Future-Events in Balıkesir und in Giardini-Naxos. In Italien standen sie dabei auf der obersten Stufe des Podests. Beim Challenge in Agadir überstanden sie die Qualifikation und die Gruppenphase, konnten sich jedoch im Match um den Einzug in die Runde der besten sechzehn Beachpaare nicht durchsetzen und belegten so den geteilten siebzehnten Rang. Bei den Commonwealth Games in Birmingham blieben sie im Pool ungeschlagen, verloren jedoch anschließend ihr Viertelfinale. In der folgenden Saison gab es noch einmal das Brüderpaar an Neuseelands Sandstränden, der Finaleinzug beim heimischen Mount Maunganui-Future war das beste Ergebnis. 2024 startet Sam O’Dea weiterhin bei Veranstaltungen in Neuseeland.

## Auszeichnungen
- 2016: Wertvollster Spieler der neuseeländischen Meisterschaften
- 2016: Bester Diagonalspieler der neuseeländischen Meisterschaften[2]

## Privates
Großvater Bob O’Dea war ein All Black Rugby Union Spieler. Edwin, der älteste und Ben der jüngste der drei Brüder arbeiteten seit 2014 in der Solarindustrie. Ben erkannte, dass viele Solaranlagen in Neuseeland nach einigen Jahren nicht mehr die volle Leistung erbrachten und gründete deshalb die Eco Shine Solar, eine Firma, die sich mit Wartung und vor allem Reinigung der Anlagen beschäftigt. Nach zunächst nur zeitweiser Beschäftigung ist das Unternehmen inzwischen ein Full time job für alle  Brüder. 2024 haben die Brüder einen Reinigungsroboter für Paneelen aus der Schweiz importiert, den ersten seiner Art in Neuseeland.